# Silva Batuta
Wálter Machado da Silva, detto Silva Batuta (Ribeirão Preto, 2 gennaio 1940 – Rio de Janeiro, 29 settembre 2020), è stato un calciatore brasiliano, di ruolo attaccante.

## Caratteristiche tecniche
Giocava originariamente come attaccante; fu un centravanti prolifico, che fu spesso il miglior marcatore dei club in cui militava.

## Carriera

### Club
Debuttò nel San Paolo, ove però giocò solo otto partite, senza segnare alcuna rete. Si trasferì poi al Botafogo, dove rimase dal 1959 al 1961, ma fu al Corinthians che si mise in evidenza: formando una discreta coppia d'attacco con Flávio Minuano, Silva Batuta mantenne una media di 0,64 reti a partita, andando vicino a toccare quota cento gol. Lasciò nuovamente lo stato di San Paolo per tornare in quello di Rio de Janeiro, al Flamengo, dove l'alto numero di reti lo rese per tre stagioni il miglior realizzatore del club. Nel 1966 visse una particolare esperienza: acquistato dal Barcellona, non fu tesserato poiché straniero, e non giocò mai in campionato. Fu così costretto a fare ritorno in patria, dove fu il Santos ad accoglierlo; dopo altre due stagioni al Flamengo, Silva Batuta si trasferì in Argentina. Con la maglia del Racing di Avellaneda divenne il primo brasiliano a vincere il titolo di miglior marcatore della massima serie argentina, con i quattordici gol del Metropolitano 1969. Dal 1970 al 1973 giocò nel Vasco, e chiuse poi la carriera all'estero.

### Nazionale
Fu chiamato in Nazionale nel 1966 da Vicente Feola, che creò una lista di quarantasette possibili convocati per Inghilterra 1966, da selezionare tramite una serie di amichevoli. Una volta incluso nella lista nei ventidue, fu schierato titolare contro il Portogallo, il 19 luglio 1966 a Goodison Park.

## Palmarès

### Club

#### Competizioni nazionali
- Campionato paulista: 1

San Paolo: 1957
- Campionato Carioca: 2

Flamengo: 1965
Vasco da Gama: 1970
- Torneio Início do Rio de Janeiro: 1

Botafogo: 1961

### Individuale
- Capocannoniere della Primera División argentina: 1

Metropolitano 1969 (14 gol)